# Guillermo Martínez (football)
Pour les articles homonymes, voir Guillermo Martínez, Martínez et Ayala.
Guillermo Martínez Ayala est un footballeur mexicain né le 15 mars 1995 à Celaya. Il évolue au poste d'attaquant avec les Pumas UNAM.

## Biographie
Guillermo Martínez remporte le championnat de la CONCACAF des moins de 20 ans en 2015 avec l'équipe du Mexique. Lors de la compétition, il inscrit un doublé face à Cuba, avec à la clé une très large victoire (9-1).
Il participe dans la foulée à la Coupe du monde des moins de 20 ans 2015 organisée en Nouvelle-Zélande. Lors du mondial, il joue trois matchs, sans inscrire de but.

## Palmarès

### En sélection
- Vainqueur du championnat de la CONCACAF des moins de 20 ans en 2015 avec l'équipe du Mexique